# Adolfo Suárez Illana
Adolfo Suárez Illana (Madrid, 5 de mayo de 1964) es un abogado y político español. Ejerció como secretario cuarto de la Mesa del Congreso de los Diputados desde diciembre de 2019 hasta diciembre de 2022, cuando dejó el escaño en el Congreso y su labor en la Fundación Concordia y Libertad, vinculada al Partido Popular (PP) y de la que presidía su patronato desde 2018, alegando motivos personales.

## Biografía

### Familia y primeros años
Hijo de María Amparo Illana Elórtegui y Adolfo Suárez González, presidente del Gobierno entre 1976 y 1981. 
Practicante aficionado desde niño de la caza y el toreo, cursó la EGB y el BUP en el Colegio Retamar, un centro del Opus Dei ubicado en Pozuelo de Alarcón.
Cursó el COU y la preparación para las oposiciones a la Academia Militar en la Academia Adra, que terminó abandonando. Militante de las juventudes de la Unión de Centro Democrático (UCD), el partido de su padre, estudió Derecho en la Universidad CEU San Pablo y realizó la tesis doctoral en la Universidad de Harvard. De 1990 a 1993, trabajó en el Banco Popular Español. Suárez, que trabajó unos años en Venezuela, volvió a España y en 1998 fundó el bufete de abogados «Suárez & Illana S. L.».
El 18 de julio de 1998 se casó en Villahermosa con Isabel Flores Santos-Suárez, nacida en 1972 e hija del ganadero Samuel Flores López-Flores y de Isabel Santos-Suárez Barroso, con quien ha tenido dos hijos, Adolfo y Pablo.
En 2002 se afilió al Partido Popular (PP) y José María Aznar, presidente del partido, lo incluyó en el Comité Ejecutivo del PP.

### Trayectoria como novillero
En 1998 se casa con Isabel Flores Santos-Suárez, hija del ganadero Samuel Flores. Tras una corta carrera como torero, se retiró en 2007 en la plaza de toros de Espartinas, donde se despidió indultando un novillo de la ganadería de su suegro.

### Candidatura
Fue designado como candidato del PP a la Presidencia de la Junta de Comunidades de Castilla-La Mancha en un congreso regional de mayo de 2002, dándose pie a una situación de bicefalia, con el presidente del PP regional siendo José Manuel Molina.
En las elecciones a las Cortes de Castilla-La Mancha del 25 de mayo de 2003, a las que Suárez concurrió como cabeza de lista del PP por Albacete, la candidatura del PP fue derrotada por la del PSOE, con la consecuencia de una nueva investidura como presidente de la Junta de Comunidades de Castilla-La Mancha de José Bono, en su sexto mandato consecutivo. Después de esta derrota electoral Suárez se retiró de la política, sin llegar siquiera a tomar posesión como diputado en la sesión de constitución de la vi legislatura del parlamento regional celebrada el día 17 de junio de 2003.

### Actividad posterior
En 2010 se incorporó al despacho internacional de abogados ONTIER.
El 5 de mayo de 2014, día de su 50.º cumpleaños, Fermín Urbiola, como portavoz de la familia, anuncia que Suárez Illana padecía de un cáncer de cuello en grado 2, «cogido a tiempo».

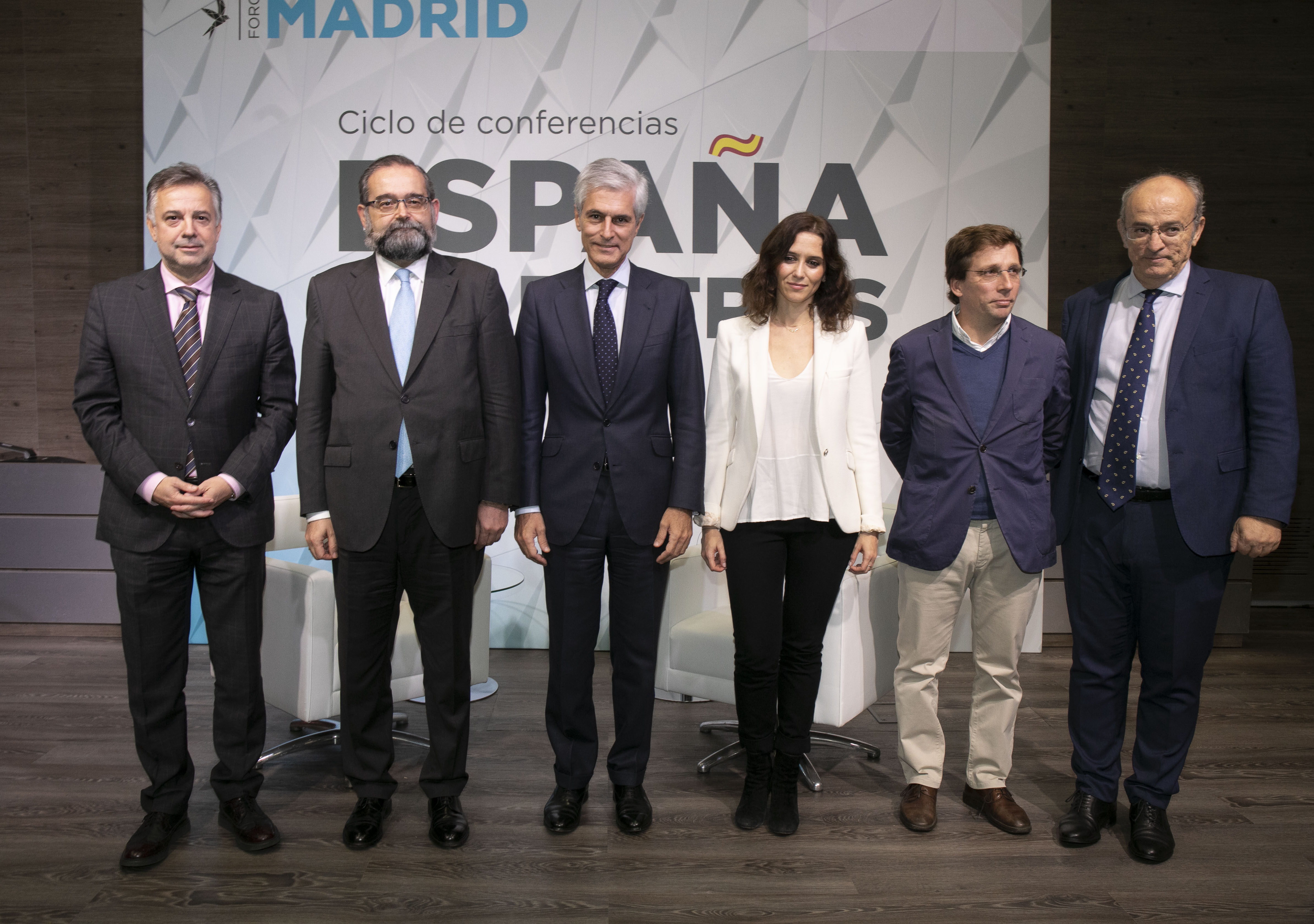
Conferencia Adolfo Suárez Illana dentro del FORO MADRID del Partido Popular de Madrid

Designado por el nuevo presidente del PP Pablo Casado como presidente de la «Fundación Concordia y Libertad», vinculada a dicho partido, en noviembre de 2018 Suárez anunció su salida de Ontier, con vistas a centrarse en la actividad política.  En marzo de 2019 Casado incluyó a Suárez como número 2 de la lista del PP por Madrid al Congreso de los Diputados de cara a las elecciones generales de abril de 2019. Electo diputado, el día de constitución de la nueva legislatura celebrado el 21 de mayo resultó elegido secretario tercero de la mesa del Congreso.
Tras la disolución de las Cortes en septiembre de 2019, concurrió como número 3 de la lista del PP por Madrid al Congreso de los Diputados de cara a las elecciones generales de noviembre de 2019. En la sesión constitutiva de la XIV Legislatura fue elegido Secretario Cuarto de la Mesa del Congreso de los Diputados.
El 29 de noviembre de 2022 se hizo pública una carta en la que manifestaba la dimisión de sus cargos y carrera política en una renuncia acordada con el presidente del partido, Alberto Núñez Feijóo, para volver a su carrera profesional centrada en el Derecho.

## Premio
- 2009, Premio Ortega y Gasset de Periodismo a la mejor Información Gráfica.[n. 1]